# Michael Arrington
Pour les articles homonymes, voir Arrington.
J. Michael Arrington (né le 13 mars 1970 à Orange (Californie)) est un entrepreneur et le fondateur de TechCrunch, un blog couvrant les start-up technologiques de la Silicon Valley et plus généralement les technologies du web. Il a quitté TechCrunch en septembre 2011 pour lancer le fonds d'investissement CrunchFund . Les magazines américains tels que Wired et Forbes ont nommé Arrington comme l'une des plus puissantes personnes sur internet,. En 2008, il a été nommé par Time comme l'une des 100 personnes les plus influentes dans le monde. Le 28 septembre 2010, il officialise la vente de son blog Techcrunch à AOL pour une somme non-communiquée.

## Biographie
Michael Arrington a grandi en Californie et en Angleterre dans le Surrey. Il est diplômé en économie du Claremont McKenna College ainsi que de la Stanford Law School, en 1995. Arrington a été le cofondateur de Achex, qui a été vendue à First Data Corp pour 32 millions de dollars; Achex est maintenant le back-office du site web de Western Union. Il a aussi cofondé Zip.ca et Pool.com, et est PDG de Razorgator et fondateur de Edgeio. Il siège aussi depuis peu au conseil de surveillance de la startup Foldera.